# Habitatge al carrer Ample, 34 (la Bisbal d'Empordà)
L'Habitatge al carrer Ample, 34 és una obra de la Bisbal d'Empordà (Baix Empordà) inclosa a l'Inventari del Patrimoni Arquitectònic de Catalunya.

## Descripció
Edifici de grans dimensions, que fa cantonada entre els carrers Ample i de Sant Jaume. Consta de planta baixa i tres pisos, amb golfes i terrat. La seva tipologia és similar a la de la casa Veí. A la planta baixa té obertures d'arc escarser, mentre que la resta són allindades; en tots els casos són emmarcades en pedra. La porta d'accés està situada a la façana del carrer Ample. Un dels elements més remarcables d'aquesta casa és el treball de la forja de les baranes dels balcons, diferents en cada pis. A les golfes hi ha òculs ovalats. L'edifici es corona amb cornisa motllurada i terrat, amb un cos de construcció posterior.

## Història
Aquesta casa segurament és coetània de la de Can Veí, que li és veïna i que data del 1845.
Durant el segle xix van ser construïts diversos edificis en aquesta zona, que són interessants pel seu valor tipològic.